# Valentin Simion
Valentin Alexandru Simion (n. 6 octombrie 1986 în București, România) este un fotbalist român retras din activitate.
Pe 29 martie 2006 a primit Medalia „Meritul Sportiv” clasa a II-a cu o baretă din partea președintelui României de atunci, Traian Băsescu, pentru că a făcut parte din lotul echipei FC Steaua București care obținuse până la acea dată calificarea în sferturile Cupei UEFA 2005-2006.

## Titluri
Steaua București
- Campionatul României: 2004-05

## Legături externe
- Valentin Simion- SteauaFC.com (română) Arhivat în 3 martie 2016, la Wayback Machine.
- Valentin Simion - RomanianSoccer.ro